# 清流镇 (安岳县)
清流乡，是中华人民共和国四川省资阳市安岳县下辖的一个乡镇级行政单位。

## 行政区划
清流乡下辖以下地区：
翰林村、红堰村、长新村、桐子村、柳湾村、六桥村、鸭石村、线沟村、高龙村和燕子村。